# Atentado de Urumqi de abril de 2014
El atentado en la estación de tren de Urumchi fue un atentado terrorista ocurrido en la ciudad de Urumchi, en Sinkiang, China, el 30 de abril de 2014. El incidente, dirigido contra la población civil, dejó tres muertos y 79 heridos. Además, coincidió con la conclusión de una visita del presidente Xi Jinping a la región. La explosión fue el primer ataque con bomba en 17 años en la ciudad.
El ataque ocurrió aproximadamente a las 19:10, hora local, cuando un grupo de asaltantes atacó a los pasajeros con cuchillos y detonó explosivos en la estación de tren de la ciudad. La policía bloqueó todos los accesos a la estación en el período inmediatamente posterior al ataque.

## Trasfondo
El atentado tuvo lugar en una región donde predominan los musulmanes uigur, un grupo étnico que reclama una mayor autonomía del territorio de Sinkiang. Además, ocurrió en el último día de la gira de cuatro días del presidente Xi Jinping a la región. El día anterior se había comprometido a tomar una «línea dura contra el terrorismo» y la violencia atribuidos a separatistas musulmanes uigures, que se cobraron la vida de al menos 100 personas en el último año.

## Ataque

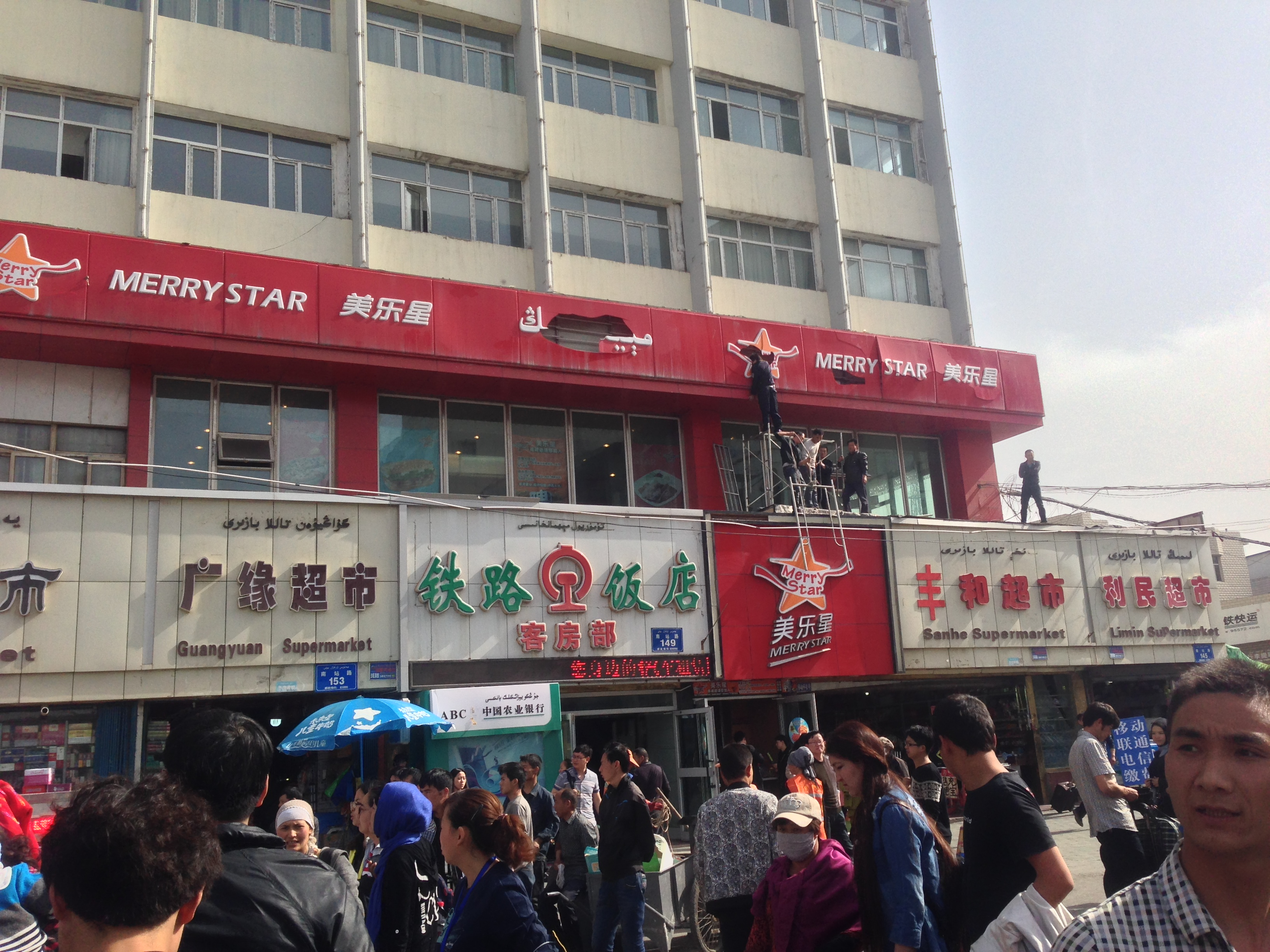
Daños en el edificio de la estación tras el ataque.

A las 19:10 hora local el 30 de abril de 2014, un grupo de individuos utilizó cuchillos para atacar a varios pasajeros a la salida de la estación sur de la capital de la Región Autónoma Uigur de Sinkiang. Luego, dos hombres amarraron bombas a sus cuerpos y las hicieron explotar. Tras la explosión, a la estación se dirigieron ambulancias y vehículos policiales.
El ataque resultó en el cierre de la estación, la suspensión de los servicios ferroviarios y el despliegue de la policía armada. El área alrededor de la estación también fue evacuada por las fuerzas de seguridad. Sin embargo, la estación volvió a abrir y los trenes volvieron a funcionar dos horas después de los hechos, a las 21 horas con gran seguridad policial.

## Perpetradores
El Gobierno chino dijo que el ataque había sido perpetrado por dos extremistas religiosos. Mientras que, el Gobierno regional indicó en su página de noticias oficial que los dos atacantes que murieron habían «estado largamente influenciados por pensamientos religiosos extremistas y participado en actividades religiosas extremistas». Las autoridades informaron que reconocieron a uno de los atacantes, un hombre de 39 años de orgien uigur.
El presidente pidió a los funcionarios gubernamentales de la región hacer todo lo posible para garantizar que los heridos fuesen atendidos, el delito investigado y sus autores castigados severamente.